# Rasse (Botanik)
Der Begriff der Rasse wird in der Botanik gelegentlich für morphologisch unterscheidbare Populationen innerhalb einer Art verwendet. Diese Benennung legt sich dabei nicht zwingend auf eine taxonomische Rangstufe wie die Unterart, Varietät oder Form fest. Im ökologischen und biogeographischen Zusammenhang wird dabei auch der Begriff der „ökologischen Rasse“ für Ökotypen und der Begriff der „geographischen Rasse“ für lokale Populationen verwendet, wobei die Bildung von Rassen hier meist als Vorstufe zur Artbildung angesehen wird.
Historisch wurde der Begriff in der ersten Hälfte des 19. Jahrhunderts vereinzelt auch alternativ zur Rangstufe der Unterart verwandt, so zum Beispiel bei Albrecht Wilhelm Roth oder Augustin-Pyrame de Candolle, der sie als in ihren Merkmalen stabilisierte Fortentwicklung der nach damaligem Verständnis eigentlich instabilen Varietät begriff. In der Pflanzenzucht werden darüber hinaus Sorten zuweilen als Rassen bezeichnet.

## Nachweis
- Gerhard Wagenitz: Wörterbuch der Botanik. Morphologie, Anatomie, Taxonomie, Evolution. 2., erweiterte Auflage. Nikol, Hamburg 2008, ISBN 978-3-937872-94-0, S. 316.
- Peter Sitte, Hubert Ziegler, Friedrich Ehrendorfer, Andreas Bresinsky: Strasburger – Lehrbuch der Botanik. 34. Auflage. Gustav Fischer, Stuttgart, Jena, Lübeck, Ulm 1998, ISBN 3-437-25500-2.